# Фельдкірхен (округ)
Фельдкірхен (нім. Bezirk Feldkirchen) — політичний округ федеральної землі Каринтія у Австрії. 
На 1 січня 2018 року населення округу становило 29 982 особи. Площа — 558,57 км².

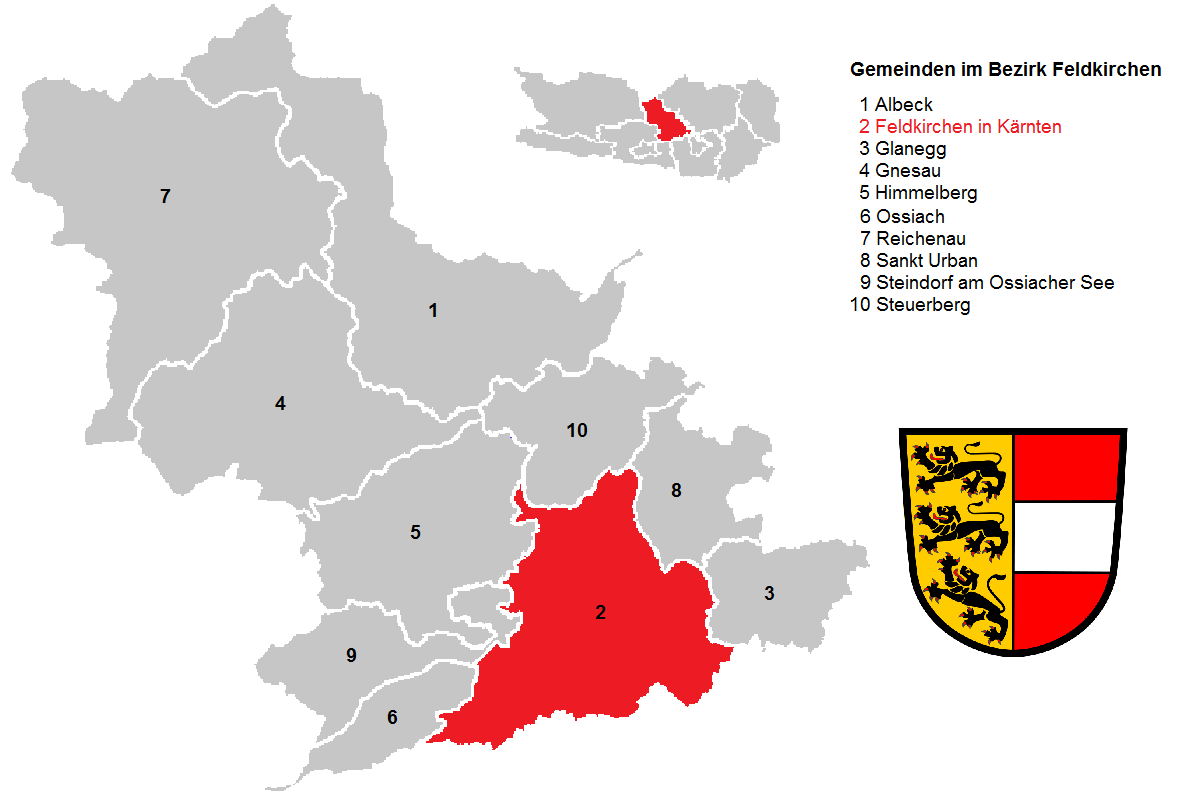
Політичні громади політичного округу Фельдкірхен

## Склад округи
Округ складається з 10 громад, з яких 1 є містом, а ще 9 є звичайними громадами, тобто без статусу.
| Громади                   | Громади                    | Населення, осіб         | Площа, км²              | № на мапі               | Мапа |
| (укр.)                    | (нім.)                     | Населення, осіб         | Площа, км²              | № на мапі               | Мапа |
| Місто та міська громада   | Місто та міська громада    | Місто та міська громада | Місто та міська громада | Місто та міська громада | Мапа |
| ------------------------- | -------------------------- | ----------------------- | ----------------------- | ----------------------- | ---- |
| Фельдкірхен-ін-Кернтен    | Feldkirchen in Kärnten     | 14 200                  | 77,53                   | 2                       |      |
| Громади без статусу       |                            |                         |                         |                         |      |
| Альбек                    | Albeck                     | 996                     | 99,48                   | 1                       |      |
| Гіммельберг               | Himmelberg                 | 2 287                   | 56,88                   | 5                       |      |
| Гланегг                   | Glanegg                    | 1 869                   | 25,18                   | 3                       |      |
| Гнезау                    | Gnesau                     | 1 034                   | 78,57                   | 4                       |      |
| Оссіах                    | Ossiach                    | 798                     | 17,37                   | 6                       |      |
| Райхенау                  | Reichenau                  | 1 822                   | 113,99                  | 7                       |      |
| Санкт-Урбан               | Sankt Urban                | 1 545                   | 27,24                   | 8                       |      |
| Штайндорф-ам-Оссіахер-Зеє | Steindorf am Ossiacher See | 3 772                   | 29,55                   | 9                       |      |
| Штойєрберг                | Steuerberg                 | 1 659                   | 32,78                   | 10                      |      |

В громаді Гланегг розташований замок Гланегг.

## Демографія
Населення округу за роками за даними статистичного бюро Австрії

## Виноски
- Офіційна сторінка(нім.)